# Retail design
Retail design (design de varejo) é a prática projetual criativa responsável por pensar a organização espacial, comunicativa e experiencial de um espaço interno e/ou externo, com o objetivo de facilitar e incitar a venda de bens e serviços ao consumidor final.
Podem atuar, direta e indiretamente, nesta modalidade de projeto profissionais de arquitetura, design gráfico, design de produto, design de moda, design de interiores, vitrinismo, visual merchandising, design digital, design audiovisual, design de interação, ilustradores, publicidade e propaganda, gastronomia e aromatização.
Negócios como lojas de fábrica, lojas de atacado, boutiques, lojas especializadas, lojas de departamentos, lojas de ponta de estoque (outlets), franquias, e rmercados, franquias, lojas de conveniências, feiras, quiosques, varejo alimentício, pop-up stores, escritórios, agências bancárias, consultórios, clínicas, estúdios, cinemas, exposições e quaisquer outros que vendam bens ou serviços no setor de varejo, podem usufruir do retail design para potencializar seus ganhos e marcar seus clientes.